# Béchar
Béchar er en by i det nordvestlige Algeriet med et indbyggertal på cirka 165.627 (2008) indbyggere. Byen ligger tæt ved grænsen til nabolandet Marokko og er hovedby i provinsen Béchar.